# Antonio Montagnino
Antonio Montagnino (Caltanissetta, 13 gennaio 1943) è un politico italiano.

## Biografia
Diplomato ragioniere, direttore amministrativo dell'ASL del paese natio, ha inizialmente lavorato nel settore sindacale iscrivendosi nel 1973 alla CISL, di cui due anni dopo divenne segretario provinciale. Segretario della CISL a Caltanissetta nel 1985 ed in Sicilia nel 1995, l'anno seguente venne eletto senatore tra le file del Partito Popolare Italiano.
Nella XIII legislatura Montagnino ricopre diversi incarichi istituzionali, entrando a far parte anche del comitato direttivo del gruppo del PPI al Senato. Al termine delle elezioni politiche del 2001 conferma il suo seggio a Palazzo Madama, stavolta schierandosi con La Margherita. Dal 17 dicembre del 1998 al 27 aprile del 2006 è inoltre vicepresidente della Commissione parlamentare per l'infanzia.
Il 18 aprile 2006 entra a far parte del secondo governo Prodi in qualità di Sottosegretario di Stato al Lavoro e alla Previdenza Sociale.